# Eline de Pool
Eline de Pool, née en 1994, est une reine de beauté de Curaçao qui a représenté son pays à Miss Univers 2013 à Moscou en Russie. Eline de Pool a grandi dans une famille de cinq à Willemstad à Curaçao.